# Бурхардт, Бригитте
Бригитте Бурхардт (нем. Brigitte Burchardt; при рождении Хофманн (нем. Hofmann); род. 17 октября 1954, Вайсенфельс) — немецкая шахматистка, международный мастер среди женщин (1975).
Многократная чемпионка ГДР.
В составе сборных ГДР и Германии участница 2-х Олимпиад (1990—1992).

## Изменения рейтинга
| Графики недоступны из-за технических проблем. См. информацию на Фабрикаторе и на mediawiki.org. |